# 新潟県道27号新潟安田線
新潟県道27号新潟安田線（にいがたけんどう27ごう にいがたやすだせん）は、新潟県新潟市北区から阿賀野市に至る県道（主要地方道）である。

## 概要
新潟市濁川・岡方地域（豊栄西部）を阿賀野川右岸に沿って走破し、阿賀野市京ヶ瀬地区・水原西南部を経由し安田地区に至る県道。
阿賀野市姥ヶ橋交差点 - 保田片町交差点間は、当県道を走行した方が国道49号を走行するより距離が短い。

### 路線データ
- 起点：新潟市北区濁川字浦通（濁川交差点、新潟県道398号島見濁川線交点）
- 終点：阿賀野市保田字義免（保田片町交差点、国道49号・新潟県道188号五泉安田線交点）

## 歴史
- 1993年（平成5年）5月11日 - 建設省から、県道新潟安田線が新潟安田線として主要地方道に指定される[1]。

## 路線状況

### バイパス
- 分田バイパス（阿賀野市分田地内）[2]
- 小浮バイパス（阿賀野市嶋瀬 - 保田）

### 重複区間
- 新潟県道3号新潟新発田村上線（新潟市新崎地内、築上山交差点 - 久平橋交差点）
- 新潟県道255号新関水原停車場線（阿賀野市中潟 - 分田）
- 新潟県道586号水原亀田線（阿賀野市分田 - 毛無）

## 地理

### 通過する自治体
- 新潟市（北区）
- 阿賀野市

### 交差する道路
- 新潟市北区
  - 新潟県道398号島見濁川線（濁川交差点）
    - 県道398号を介して国道7号 新新バイパス 濁川ICに接続

  - 新潟県道3号新潟新発田村上線（築上山交差点）
  - 新潟県道3号新潟新発田村上線（久平橋交差点）
  - 新潟県道15号新潟長浦水原線（兄弟堀交差点）
  - 日本海東北自動車道 豊栄スマートインターチェンジ（北区森下、市道経由）
  - 新潟県道46号新潟中央環状線（長戸呂交差点）
- 阿賀野市
  - 新潟県道586号水原亀田線（姥ヶ橋交差点）
  - 国道49号・国道459号 <水原バイパス>（京ヶ島IC）
  - 国道460号（関屋交差点）
  - 新潟県道255号新関水原停車場線（中潟三叉路）
  - 新潟県道586号水原亀田線（分田）
  - 新潟県道255号新関水原停車場線（分田、分田バイパス分岐点）
  - 国道49号・新潟県道188号五泉安田線（保田片町交差点）